# 威利·德威特
威利·德威特（英語：Willie deWit，1961年6月13日—），加拿大男子拳击运动员。他曾代表加拿大参加1984年夏季奥林匹克运动会拳击比赛，获得一枚银牌。他也曾参加1982年英联邦运动会。